# Ceratiosicyos
Ceratiosicyos is een geslacht uit de familie Achariaceae. Het geslacht telt een soort die voorkomt in zuidelijk Afrika.

## Soorten
- Ceratiosicyos laevis (Thunb.) A.Meeuse